# NS홈쇼핑
NS홈쇼핑은 2001년에 창립된 세계 최초의 식품 중심 홈쇼핑 회사로, 2001년 5월 7일에 첫 창설되었다.

## 연혁
- 2001년 5월: 한국농수산방송으로 설립
- 2001년 9월: 방송 송출 개시 (채널명: 농수산TV)
- 2002년 5월: 인터넷 쇼핑몰 NS e Shop 출범
- 2003년 3월: 채널명을 한국농수산방송에서 농수산홈쇼핑으로 변경
- 2004년 3월: ISO9001 인증
- 2007년 9월: (주)선진 주식 46.39%를 1037억 원에 인수
- 2007년 12월: (주)선진은 대주주이자 하림그룹 회장인 김홍국이 보유한 NS홈쇼핑 주식 490,467주를 441억 원에 인수
- 2009년 3월: 미국 LA홈쇼핑 진출
- 2010년 7월: 채널명을 농수산홈쇼핑에서 NS홈쇼핑으로 변경
- 2010년 9월: Bluestone Partners 장부열람권 행사를 위한 NS홈쇼핑 주식공개매수 개시
- 2012년 3월: 상호명을 농수산홈쇼핑에서 엔에스쇼핑으로 변경
- 2012년 8월: NS마트(SSM)를 이마트에 매각
- 2015년 3월: 홈쇼핑 업계 4번째로 코스피 상장
- 2015년 6월: 복합시설(주차타워) 사용승인
- 2015년 12월: T커머스(NS샵플러스) 런칭
- 2017년 3월: 외식문화공간 '엔바이콘' 정식 오픈